# Glorified rice
Il glorified rice ("riso glorificato") è un dolce statunitense facente parte delle cosiddette dessert salad tipiche degli Stati Uniti d'America medio-occidentali.
Il glorified rice si prepara mescolando riso, ananas e panna montata. In una delle sue varianti, la panna montata viene rimpiazzata dalla Cool Whip.

## Storia
Il glorified rice getta le sue radici alla metà dell'Ottocento dalla commistione della cucina scandinava, caratterizzata da pietanze gelatinose e diffusa nel Midwest dagli immigrati del Nord Europa, e quella degli Ojibway, che popolavano in tale area.
L'alimento è oggi considerato un "classico" da servire nel corso dei potluck tenuti nelle chiese degli Stati Uniti d'America medio-occidentali: secondo la scrittrice di gastronomia Amy Thielen, nel corso di tali pasti, il glorified rice va consumato dopo i cibi salati, ma prima dei dessert.